# Márkus Gábor (eszperantista)
Márkus Gábor (Budapest, 1948. május 6. –) matematikus, közgazdász, stratégiai tervező, számvevő főtanácsos, eszperantista, a Magyarországi Eszperantó Szövetség tiszteletbeli elnöke, eszperantó diplomata, Magyarország képviselője az Eszperantó Világszövetség legfőbb döntéshozó testületében, az Eurázsiai Kulturális Központ elnöke.

## Életútja
Az alapiskoláit Szolnokon végezte (1954-1962). A szolnoki Verseghy Ferenc Gimnáziumba járt 1962-1965 között humán tagozaton, majd a törökszentmiklósi Bercsényi Miklós Gimnáziumban reál tagozaton 1965-1966 között. A Marx Károly Közgazdaságtudományi Egyetem terv-matematika szakán tanult (1966-1972) ott közgazdász diplomát szerzett. A japán Nanzan Egyetemen japán nyelvből és kultúrából szerzett egyetemi diplomát 1983-ban, majd a japánológiai tanulmányok folytatásaként a Marx Károly Közgazdaságtudományi Egyetemen végezte el a doktori programot, ahol dr. oec. fokozatot szerzett 1988-ban. 1993-ban elvégezte az International Human Resourses Development Corporationnál az International Petroleum Management Certificate Program-ot Bostonban (USA). 1996-ban Certificate in Advanced English fokozatot szerzett a Cambridge Egyetemen. 2001-ben közigazgatási szakvizsgát tett a közigazgatási vezetési ismeretek, nyilvántartási rendszerek és adatvédelem tárgyakból a Magyar Közigazgatási Intézetben.
1972-1975 között a Marx Károly Közgazdaságtudományi Egyetem Közgazdasági Továbbképző Intézetében tanított matematikát és vállalatvezetési ismereteket. 1975-1982 között szellemi szabadfoglalkozású tanárként dolgozott, majd 1982-1993 között a magyar olajiparban töltött be különféle vezető posztokat, ahol végül az ország legnagyobb ipari szervezetének, a MOL Rt-nek a stratégiai tervezési főosztályvezetője lett 1990-ben. 
Ezután a Magyar Országgyűlés ellenőrző szervezeténél, az Állami Számvevőszéken dolgozott, ahol először a Kormáynyprogramok Ellenőrzési Osztályát vezette, majd az Euroatlanti Integrációs Titkárság igazgatóhelyettese és az EU pénzügyi alapok felhasználási ellenőrző szervezetnek, az Igazoló Hatóság-nak az igazgatója lett. Ezután különböző külföldi egyetemeken (Hankuk University of Foreign Studies, Kyunghee University Suwon Campus, Wonkvang University és Unil Women's High School Korában és a Srinakharinwirot University és King Mongkut’s University of Technology in Thonburi Thaiföldön) tartott motivációs előadásokat diákoknak, továbbá az 1200 évvel ezelőtt alapított Silsangsa buddhista templom iskolahálózatában tanított angol és eszperantó nyelveket, az ott alapított Indramang Egyetemen megszervezte az európai nyelvek oktatását.

### Családja
1979-ben kötött házasságot Medgyes Éva Gyöngyivel, ebből a házasságából született Erzsébet Tünde leánya 1979-ben, majd 1986-ban újra megnősült, felesége Fischer Mária lett, és ebből a házasságából két gyermeke született: Ildikó Anna 1987 és Gergely 1989.

### Eszperantó vonatkozású tevékenysége
1981-ben kapcsolódott be a magyarországi eszperantó mozgalomba, de 1983-ban Japánban vált valódi eszperantistává, amikor a Ryokusei Kigyo KK (Zöld Csillag Rt.) ösztöndíjával lehetőséget kapott arra, hogy részt vegyen egy egyetemi posztgraduális programon a Nanzan Egyetemen. Ebben az időben a japán eszperantó élet állandó aktív szereplőjévé vált, folyamatosan tartott előadásokat az északi Hokkajdo szigettől Tokión és Nagoján keresztül egészen a déli Shikoku szigetéig. A Magyarországi Eszperantó Szövetség Ellenőrző Bizottságának az elnöke volt, később a szervezet tiszteletbeli elnökévé választották. Rendszeres résztvevője az eszperantó kongresszusoknak Európában, Amerikában, Ázsiában, Afrikában és Ausztráliában. 
A pekingi Unua Esperanto Konferenco por Scienco kaj Tekniko rendezvényen először javasolta, hogy a különleges gazdasági övezetekben alkalmazott, magángazdaságokra épülő sikeres gazdaságirányítási módszert ki kellene terjeszteni az egész országra. Az Eurazia Kultura Centro (Eurázsiai Kulturális Központ) elnökeként támogatja az ázsiai országokban az eszperantó oktatását, a távol-keleti országokban történő helyszíni előadásokon kívül internetes kurzusokkal és ösztöndíjak adományozásával is segíti az európai kultúra és az eszperantó terjesztését. Az Esperanto Asocio de Uonbulismo (Won Buddhista Egyház Eszperantó Szekciója) által szervezett Internacia Meditada Renkontiĝo en Esperanto rendszeres résztvevője és állandó előadója 2010 óta. 2023-ban a szervezet felvette a tagjai közé és a Nagy Dharma Mester a 圓大圓 (Won Dae Won) nevet adta neki.

## Főbb művei
Márkus Gábornak több, mint 150 könyve és újságcikke jelent meg különböző nyelveken.
- Paco kaj militoj en Eŭropo post la dua mondmilito – 2020
- Kial Eŭropo ne povas kontroli la Covid-19 epidemion? – 2020
- Pardonpetemo kaj pardonemo helpas konstrui internacian amikecon – 2020
- ĈU ESPERANTO PLIBONIGIS/PLIBONIGOS LA MONDON? Archiválva 2021. április 28-i dátummal a Wayback Machine-ben – 2019
- Koreio, la Kongreslando – 2017
- En la Brakumo de Budho – 2016
- Sudorientaziaj Vojaĝoj – 2014
- Ruĝa suno kaj verda stelo – (originale aperis en Esperanto , poste oni eldonis ĝin ankaŭ en hungara lingvo kun la titolo Vörös nap és zöld csillag, kaj ankaŭ japane kun la titolo "赤い太陽と緑の星").[5] – 2011
- Internacia kunlaboro en la publika administrado – (eldonis la Ĉefministra Oficejo de Hungario) – 1995
- Financa kontrolo kaj aŭdito en la Eŭropa Unio – (eldonis la Financa Ministrejo de Hungario) – 1994
- Perkomputilaj entrepreno-direktaj metodoj – (universitata eldono) – 1974

### Újsácikkek
- Úti élménybeszámoló – cikk eszperantó nyelven
- 100 ezer km az eszperantó nyelvért – cikk eszperantó nyelven

## Társasági tagság
- Magyarországi Eszperantó Szövetség – 1981
- Eszperantó Világszövetség – 2012
- Eurázsiai Kulturális Központ – 2016

## Díjak, elismerések
- Zamenhof Memordiplomo – 2020
- Honorinsigno de Korea Esperanto-Asocio – 2015
- Számvevőszéki Elnöki Elismerő Oklevél – 2001
- Honorinsigno de HEA
- Elstara Agado de Universala Esperanto-Asocio – 2016

## Fordítás
- Ez a szócikk részben vagy egészben  a   Gábor Márkus című eszperantó Wikipédia-szócikk ezen változatának fordításán alapul.  Az eredeti cikk szerkesztőit annak laptörténete sorolja fel. Ez a jelzés csupán a megfogalmazás eredetét és a szerzői jogokat jelzi, nem szolgál a cikkben szereplő információk forrásmegjelöléseként.